# Gamma Boötis
Gamma Boötis (Seginus, Menkib al Aoua al Aisr, Humerus Sinister Latratoris, 27 Boötis) é uma estrela na direção da constelação de Boötes. Possui uma ascensão reta de 14h 32m 04.76s e uma declinação de +38° 18′ 28.4″. Sua magnitude aparente é igual a 3.04. Considerando sua distância de 85 anos-luz em relação à Terra, sua magnitude absoluta é igual a 0.96. Pertence à classe espectral A7IIIvar. É uma estrela variável δ Scuti.